# Stay on These Roads
Stay on These Roads è il terzo album in studio del gruppo musicale a-ha, pubblicato nel 1988.

## Descrizione
La sua uscita fu seguita da un tour mondiale in 74 città. L'album contiene il brano principale della colonna sonora del film 007 - Zona pericolo.

## Tracce
Testi di Paul Waaktaar-Savoy, eccetto dove diversamente indicato.
1. Stay on these Roads - 4:44 - (musica: Paul Waaktaar-Savoy, Magne Furuholmen, Morten Harket - testo: Paul Waaktaar-Savoy, Morten Harket)
2. The Blood That Moves the Body - 4:05 - (Paul Waaktaar-Savoy)
3. Touchy! - 4:31 - (Magne Furuholmen, Paul Waaktaar-Savoy, Morten Harket - testo: Paul Waaktaar-Savoy, Morten Harket)
4. This Alone Is Love - 5:13 - (Magne Furuholmen, Paul Waaktaar-Savoy)
5. Hurry Home - 4:34 - (Paul Waaktaar-Savoy, Magne Furuholmen)
6. The Living Daylights - 4:46 - (Paul Waaktaar-Savoy, John Barry)
7. There's Never a Forever Thing - 2:49 - (Paul Waaktaar-Savoy)
8. Out of Blue Comes Green - 6:40 - (Paul Waaktaar-Savoy)
9. You Are the One - 3:48 - (Magne Furuholmen, Paul Waaktaar-Savoy)
10. You'll End up Crying - 2:06 - (Paul Waaktaar-Savoy)

## Formazione
- Morten Harket – voce
- Magne Furuholmen – pianoforte, tastiere, chitarra, voce di supporto
- Paul Waaktaar-Savoy – chitarra principale, basso, voce di supporto